# Fällmal
Fällmal (Monopis laevigella) är en fjärilsart som beskrevs av Michael Denis och Ignaz Schiffermüller 1775. Fällmal ingår i släktet Monopis och familjen äkta malar. Arten är reproducerande i Sverige. Inga underarter finns listade i Catalogue of Life.

## Bildgalleri

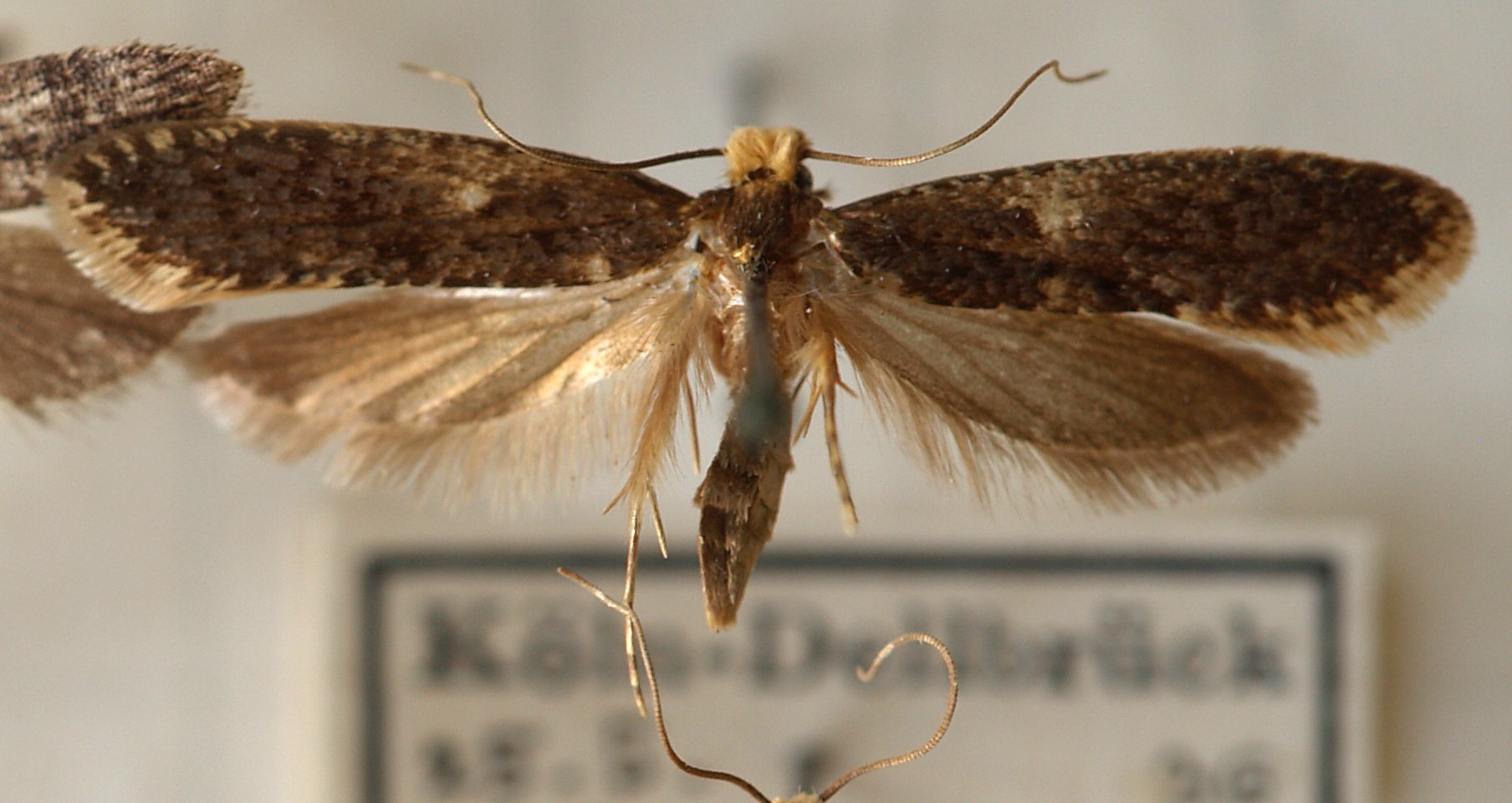
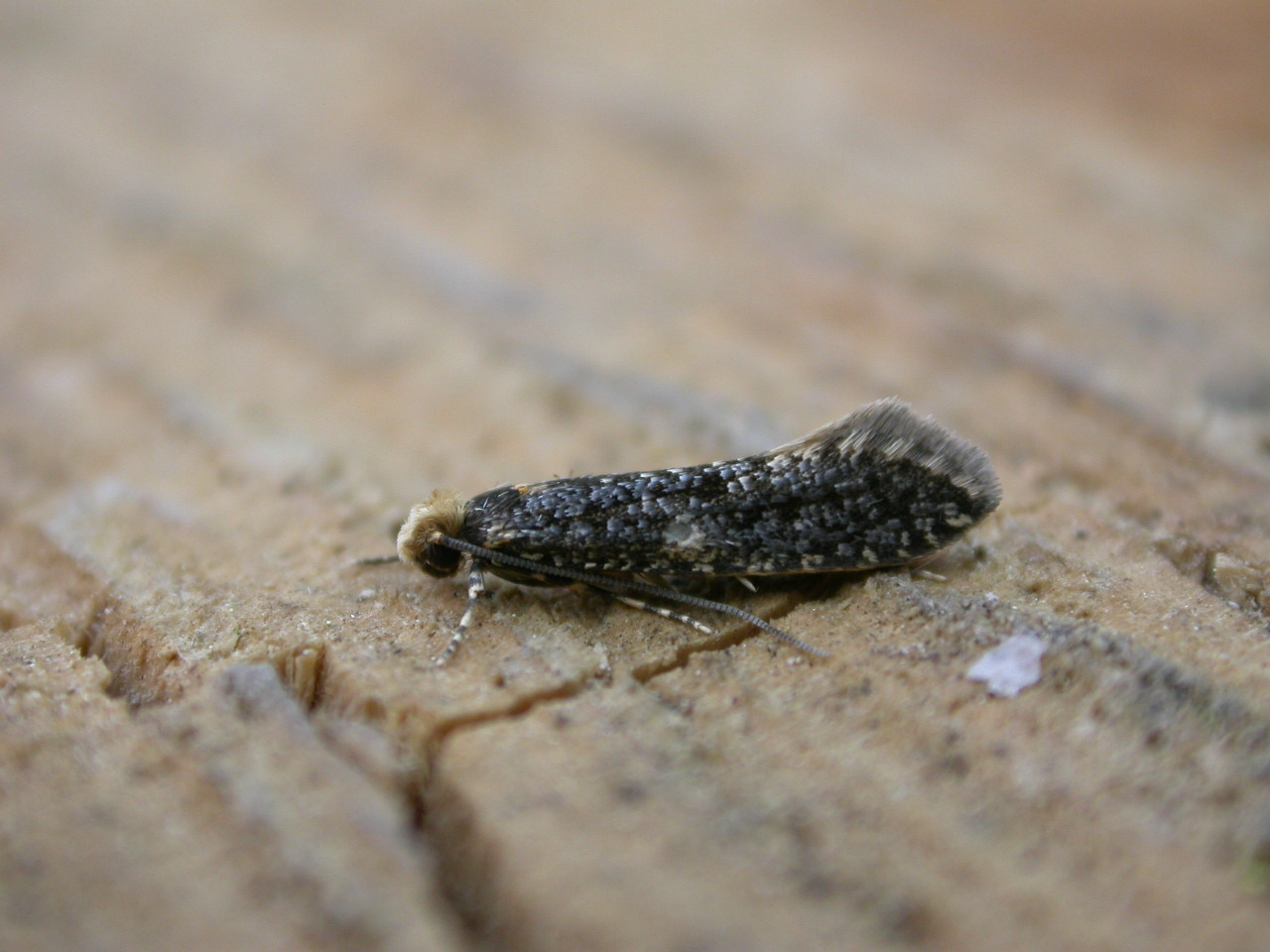